# 醍醐勇司
醍醐 勇司（だいご ゆうじ、1958年3月10日 - ）は、日本の地方公務員、鉄道実業家。東京都水道局長を経て多摩都市モノレール社長。

## 経歴
千葉県出身。1980年（昭和55年）3月、早稲田大学法学部卒業。
1982年4月、東京都庁入庁。2004年（平成16年）、同病院経営本部経営企画部総務課長。2005年、同産業労働局参事。2009年7月、同総務局総務部長。2011年7月、同危機管理監。2012年8月、同収用委員会事務局長。2013年7月、同病院経営本部長。
2015年7月、東京都水道局長（公営企業管理者）に就任。2016年2月に「東京水道経営プラン2016」を策定。人材確保・育成に重点を置く方針を示した。2017年7月に退職。
同年8月、河島均の後任として多摩都市モノレール代表取締役社長に就任。